# Mount Magnificent Conservation Park
Mount Magnificent Conservation Park är en park i Australien. Den ligger i delstaten South Australia, omkring 43 kilometer söder om delstatshuvudstaden Adelaide.
Närmaste större samhälle är McLaren Vale, omkring 16 kilometer nordväst om Mount Magnificent Conservation Park. 
Trakten runt Mount Magnificent Conservation Park består till största delen av jordbruksmark. Runt Mount Magnificent Conservation Park är det glesbefolkat, med 12 invånare per kvadratkilometer. Genomsnittlig årsnederbörd är 729 millimeter. Den regnigaste månaden är juni, med i genomsnitt 133 mm nederbörd, och den torraste är december, med 21 mm nederbörd.